# Iulus fijensis
Iulus fijensis är en mångfotingart som beskrevs av Col. Iulus fijensis ingår i släktet Iulus och familjen kejsardubbelfotingar. Inga underarter finns listade i Catalogue of Life.